# Дым-Чардым
Дым-Чардым — село в Лопатинском районе Пензенской области России. Входит в состав Лопатинского сельсовета.

## География
Село находится в юго-восточной части Пензенской области, в пределах Приволжской возвышенности, в лесостепной зоне, на правом берегу реки Чардым, на расстоянии примерно 10 километров (по прямой) к западу от села Лопатина, административного центра района. Абсолютная высота — 180 метров над уровнем моря.

### Климат
Климат характеризуется как умеренно континентальный, с тёплым летом и умеренно холодной зимой. Средняя температура воздуха самого холодного месяца (января) составляет −13,2 °C; самого тёплого месяца (июля) — 20 °C. Продолжительность периодов с температурой выше 0 °C — 208 дней, выше 5 °C — 170 дней, выше 10 °C — 136 дней. Годовое количество атмосферных осадков — 420—470 мм, из которых большая часть выпадает в тёплый период. Снежный покров держится в течение 131 дня.

### Часовой пояс
Село Дым-Чардым, как и вся Пензенская область, находится в часовой зоне МСК (московское время). Смещение применяемого времени относительно UTC составляет +3:00.

## История
Поселена на земле, отказанной в 1698 г. дворянину Якову Мироновичу Варыпаеву и другим  пензенским служилым людям на реках Уза и Чардым. В 1689 г. в отказной книге упоминается какая-то мордовская деревня Усть-Чардым вотчинника (т.е. владевшего ею по наследству) Власки Дмитриева. К 1717 г. деревня показана как помещичья, принадлежавшая дворянам И.Б. Воропаеву, И. Аристову, О. Жедринскому, Д. Варыпаеву. В 1795 г. показано как два селения: 1) сельцо Дмитриевское, Варыпаево тож, вотчина поручика Матвея Никифоровича Варыпаева, 103 души обоего пола и 2) село Дмитриевское, Чердым тож, владение обер-провиантмейстеров Александра и Ивана Петровичей Аблязовых, 135 дворов, 468 ревизских душ. На карте Генерального штаба второй половины XIX в. отмечено как с. Малое Варыпаево. Перед отменой крепостного права – с. Дмитриевское помещика Глазенап, у него 553 ревизских души крестьян, 20 р.д. дворовых людей, 69 тягол на барщине и 177 тягол на оброке (платили в год по 25 рублей с тягла, по одной курице, по 5 аршин холста и по одному барану с трех тягол, сеяли и убирали по полдесятины в поле, 3 дня косили и убирали луга, прудили плотину и отбывали по 2 подводы с хлебом на завод), у крестьян 146 дворов на 57 десятинах усадебной земли, 1157 дес. пашни, 213,8 дес. сенокоса, 215,7 дес. выгона, у помещика 750,4 дес. удобной земли, в том числе леса и кустарника 70,4 дес., сверх того 81 дес. неудобной земли. Село в 1877 г. входило в состав Троицко-Варыпаевской волости Петровского уезда Саратовской губернии, 164 двора, церковь (построена в 1770 г.).
Под названием Дым-Чардым упоминается с 1921 года (215 дворов). Возможно, в связи с пожаром и для отличия от нескольких других населенных пунктов, именуемых по р. Чардым. С 1928 года село являлось центром Дым-Чардымского сельсовета Лопатинского района Вольского округа Нижне-Волжского края (с 1939 года — в составе Пензенской области). В 1955 г. – центр Буденовского сельсовета, колхоз имени Буденного, в 1972 году — отделение совхоза «Владимирский». В 1990-е годы в составе Буденовского сельсовета (центр — п. Владимирский), с 2010 года — в составе Лопатинского сельсовета.

## Население
| 1795 | 1859  | 1914  | 1921  | 1926  | 1939 | 1959 |
| ---- | ----- | ----- | ----- | ----- | ---- | ---- |
| 1142 | ↘1100 | ↗1200 | ↗1250 | ↘1094 | ↘361 | ↘227 |
| 1979 | 1989  | 1996  | 2002  | 2010  |      |      |
| ↘69  | ↘32   | ↘31   | ↘20   | ↗22   |      |      |

### Национальный состав
Согласно результатам переписи 2002 года, в национальной структуре населения русские составляли 90 %.